# Stadtwall Wildeshausen

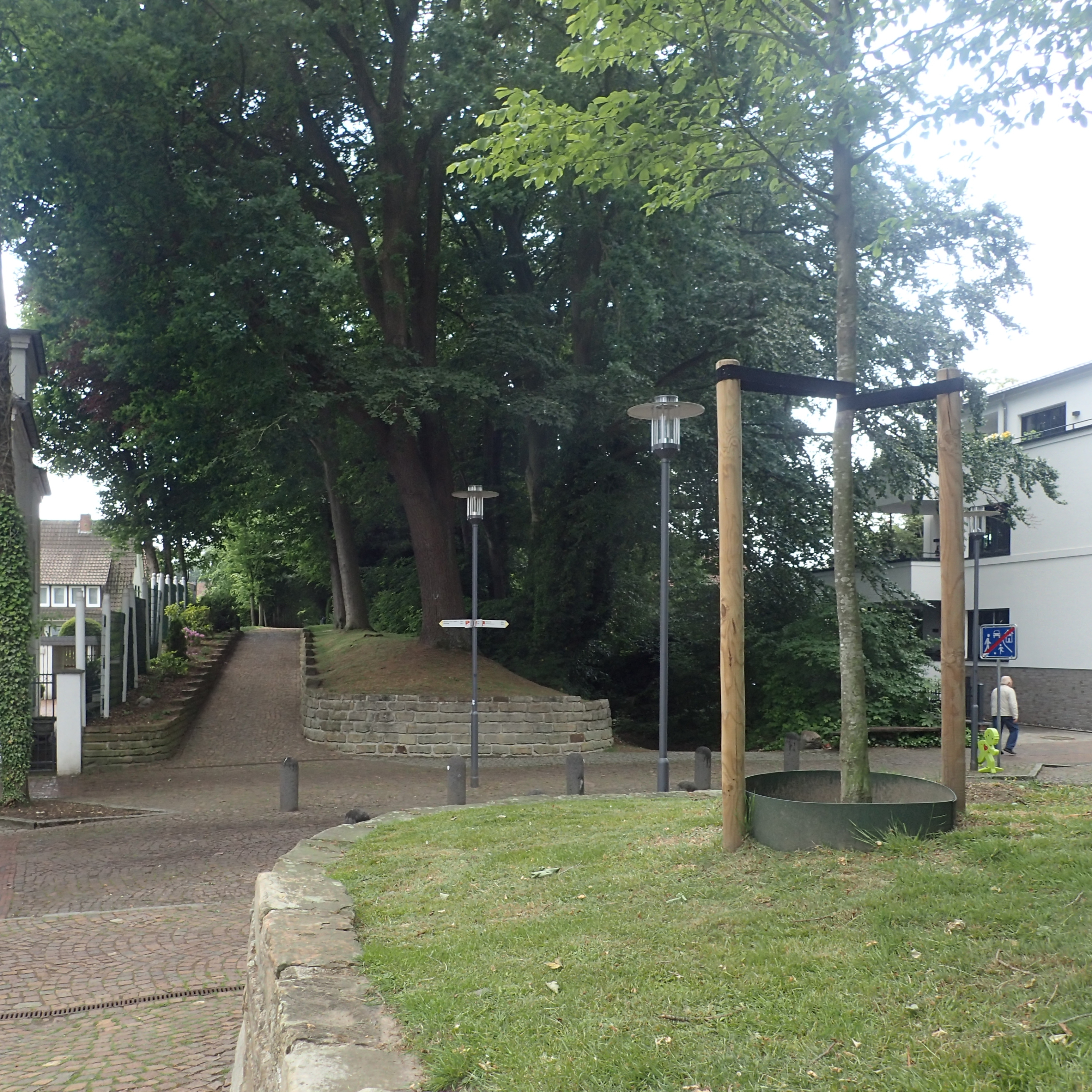
Stadtwall, Eingang Bahnhofstraße

Der Stadtwall Wildeshausen in Wildeshausen wurde Ende des 18. Jahrhunderts auf der rückgebauten Befestigungsanlage in einem Grüngürtel mit Promenadenwegen angelegt.
Der Stadtwall steht unter Denkmalschutz.

## Geschichte
Wildeshausen entstand im Anschluss an das Alexanderstift in ottonischer Zeit und war im Mittelalter bedeutender als Oldenburg. Der Ort erhielt 1270 das Bremer Stadtrecht, kam dann im Spätmittelalter zum Bistum Münster, 1678 zu Braunschweig-Lüneburg, 1803 zum Herzogtum Oldenburg und zu Beginn des 19. Jahrhunderts zum Landkreis Oldenburg.
Bereits im 9. Jahrhundert war der Bereich der Alexanderkirche durch Holzplankenzäune abgegrenzt. Im 13. Jahrhundert wurde um den inzwischen ausgeweiteten Ort eine Stadtmauer gebaut. Sie war ein unregelmäßiges Oval mit drei Toren: Westertor im Südwesten, Cornauer Tor im Süden, Huntetor im Nordosten. Die ehemalige Burg im Südosten und die Hunte im Osten mit einem Graben um die Altstadt, waren in das Verteidigungssystem einbezogen. 1529 wurde Wildeshausen im Rahmen von Konflikten während der Reformation durch katholische Münstersche Truppen besetzt, verlor sein Stadtrecht und musste die Mauer abreißen; die Stadttore verblieben. Ab 1544 durfte Wildeshausen zu seinem Schutz den Stadtwall mit dem Wallgraben, von Huntewasser durchflossen, neu anlegen.
Seit dem Ende des 18. Jahrhunderts wurde die Befestigungsanlage zurückgebaut und als verbleibender Stadtwall in eine Grünanlage mit Promenadenweg im Norden, Westen und Südwesten umgewandelt. Im Südosten entstand die Wittekindstraße und der Wall zwischen Kaiserstraße und Huntestraße verschwand, unterbrochen durch die Straße Westertor (an der Stelle des historischen Stadttores) und die im 19. Jahrhundert neu angelegte Bahnhofstraße.
Der Wall ist ein Erdbauwerk, im Kern mit Teilen der mittelalterlichen Stadtmauer. Darauf verläuft ein Promenadenweg. Die Bäume sind unregelmäßig angeordnet, hauptsächlich Stieleichen und Rotbuchen. In den 1990er Jahren fanden überformende Veränderungen statt.
Auf dem ehemaligen Burgberg steht heute die Gedenkstätte für die Gefallenen der Weltkriege und für die Opfer nationalsozialistischer Gewalt.
Die Landesdenkmalpflege befand: „... geschichtliche Bedeutung ... für die Stadtbaugeschichte ...“.
Stadttore: Die drei alten Stadttore bestehen nicht mehr, sie markieren aber die Eingänge zur älteren Stadt. Ein symbolisches Stadttor aus den 1990er Jahren steht an der Stelle des 1808 (andere Quellen 1890) abgerissenen Westertors auf der Westerstraße. Dem Westertor war früher die 3. Kompanie der Stadtwache zugeordnet und dem Cornauer Tor im Süden die 2. Kompanie. An das Cornauer Tor und das Huntetor im Nordosten erinnern Straßen und das Huntetorquartier.
Heute pflegen die Schützenbrüder der Wildeshauser Schützengilde von 1355 bzw. 1403 die Tradition der alten Stadtwache.